# Al-Xeikh Said
Al-Xeikh Said és un llogaret d'Egipte a la part oriental del Nil, a pocs quilòmetres al sud de Mallawi, governació d'Al-Minya, on es troba una necròpoli d'alts funcionaris del nomós XV de l'Alt Egipte.
Les tombes són tallades a la roca a uns turons. La zona rep el nom d'un santó musulmà, el Sheik Said, que és enterrat a la vora. També bastant propera hi ha la necròpoli de Deir al-Bersha. El lloc és dins la plana d'Amarna, de la que marca el límit nord.
Durant la dinastia IV les mastabes habituals dels oficials que s'enterraven a Guiza i Saqqara van originar les tombes tallades a la roca amb forma similar a una mastaba en altres llocs. Amb la dinastia VI el desenvolupament de les tombes-mastabes tallades a la roca va portar a un autèntic tall de la roca per a la tomba, que fou construïda a la cara escarpada a la vora de la vall. El cementiri d'Al-Sheikh Said és un dels primers exemples d'aquest tipus de tomba. Eren estructures simples que tenien una capella, una cambra interior, una cambra d'ofrenes o una estàtua, i la cambra d'enterrament (una o més d'una) generalment subterrània.
La necròpoli té les tombes del nomarques del nomós XV (la llebre), la capital del qual fou Al-Ashmunein (egipci Khemenu, i grec Hermòpolis Magna, situada a la riba occidental del riu) que foren enterrats durant la dinastia VI, incloent els alts funcionaris Meru-bebi, Wau i Ankheti que portaven el títol de "caps de palau".